# Viola Burnham
Pour les articles homonymes, voir Burnham.
Viola Burnham, née Viola Victorine Harper le 26 novembre 1930 à New Amsterdam (Guyane britannique) et morte le 10 octobre 2003, est une femme politique guyanienne. Membre du Congrès national du peuple, elle est la femme du président Forbes Burnham.

## Biographie

### Études et vie personnelle
Elle est titulaire d'un baccalauréat universitaire ès lettres obtenu à l'université de Londres (Royaume-Uni) et d'une maîtrise universitaire ès lettres obtenue à l'université de Chicago (États-Unis), où elle est membre de Pi Lambda Theta (en)
En 1967, elle épouse l'homme politique Forbes Burnham, avec qui elle a deux filles et un fils. Après avoir été Premier ministre de 1966 à 1980, son mari est président de la République de 1980 à 1985 ; elle est donc Première dame du Guyana durant cette dernière période.

### Carrière professionnelle
Elle est journaliste au Daily Argosy de 1949 à 1950, enseignante à l'école primaire Broad Street Government School de 1950 à 1954, puis professeure de latin dans le secondaire de 1958 à 1962 et de 1963 à 1967. Entre 1967 et 1972, elle travaille dans le domaine agricole : elle suit des cours intensifs sur l'agriculture et l'élevage à l'école d'agriculture Mon Repos en 1968, participe à un projet de riziculture coopérative en 1971 puis coordonne un cours de formation rurale pour les riziculteurs l'année suivante.

### Carrière politique

#### Fonctions dans des organisations nationales et internationales de femmes
En 1967, elle devient vice-présidente du Mouvement socialiste révolutionnaire des femmes (Women’s Revolutionary Socialist Movement, WRSM), une organisation féminine guyanienne. En 1970, elle co-fonde l'Association des femmes des Caraïbes (Caribbean Women Association, CARIWA), dont elle est vice-présidente ; elle conduit par ailleurs la délégation guyanienne à plusieurs des conférences biennales du CARIWA : la première à Saint-Christophe-et-Niévès (1972), la deuxième à Grenade, la troisième à Trinité-et-Tobago (1976), où elle présente le rapport The Role of Women in Politics, puis la sixième à Saint-Christophe-et-Niévès (1982). Durant la Décennie des Nations unies pour les femmes, elle mène la délégation guyanienne aux conférences mondiales de Mexico (Mexique) en 1975, Copenhague (Danemark) en 1980 et Nairobi (Kenya) en 1982.
En 1976, elle devient présidente du WRSM, s'investissant notamment sur les sujets économiques liés aux femmes. La même année, elle accède au comité central du Congrès national du peuple, en tant que représentante du WRSM. Elle est réélue à ce poste en 1983. En 1977, elle s'implique dans la planification et la mise en œuvre de 15 projets menés à destination des femmes. En 1984, elle devient présidente exécutive du conseil d'administration de Vanceram Tableware factory Ltd., un projet du WRSM.

#### Fonctions liées aux enfants et à la santé
En 1963, elle fonde et devient secrétaire du centre de santé mentale du Guyana. En 1967, elle devient membre de la Société John Birch, qui conseille le gouvernement sur les questions relatives à la délinquance juvénile et à la réhabilitation des détenus. En 1968, elle devient membre du comité du bien-être infantile et de la maternité au sein de l'équipe municipale de Georgetown, du comité d'administration hospitalier ainsi que du jury d'entretien examinant les candidats au cours de formation en soins infirmiers. En 1976, elle planifie et met en œuvre un programme d'éducation pour les jeunes enfants, de la naissance à 14 ans, complémentaire au système d'éducation nationale. En 1979, elle devient présidente de la commission nationale guyanienne de l'Année internationale de l'enfant puis, l'année suivante, de la commission pour le bien-être des enfants du Guyana.

#### Postes gouvernementaux
Après la mort de son conjoint, elle rejoint en août 1985 le gouvernement du président Desmond Hoyte comme vice-présidente de la République et vice-Première ministre chargée de l'Éducation, du Développement social, des Affaires féminines de la Culture. Elle est élue députée à l'Assemblée nationale en décembre 1985. En 1988, elle préside la sixième réunion du comité permanent des ministres de l'Éducation et des responsables de la culture au sein de la Communauté caribéenne (CARICOM) à Georgetown (Guyana). En 1989, elle est présidente de la Commission commémorative du Guyana, responsable des événements et des cérémonies marquant le 150e anniversaire de l'émancipation des esclaves et de l'arrivée des premiers immigrants indiens dans le pays. La même année, ses fonctions gouvernementales sont modifiées : elle est vice-présidente de la République et ministre de la Culture et du Développement social, chargée des femmes, des enfants et des adolescents, ainsi que de la gestion du programme d'amélioration de l'impact social du programme de redressement économique du Guyana.
Elle quitte toutes ses fonctions politiques en octobre 1991 et meurt en 2003 d'un cancer.
Elle est la première femme d'ascendance africaine à occuper le poste de vice-présidente d'un pays sur le continent américain, la seconde étant la Costaricienne Epsy Campbell Barr.
Elle a écrit de nombreux articles et livres.

## Décorations
- 1982 :
  - médaille d'argent du WRSM, pour son 25e anniversaire au service des femmes[2].
  - médaille d'or du GTA, pour son 100e anniversaire au service des enfants[2].
- 1984 : 
  - médaille d'or du Vanceram[2].
  - prix national de la Guinée[2].
  - prix national de la Bulgarie[2].
  - ordre de Roraima du Guyana (en)[4] (deuxième plus haute distinction du pays)[2].